# Борислав Петровић
Борислав Петровић (Нови Сад, 6. јануар 1988) српски је одбојкаш. Игра на позицији блокера.

## Биографија
Играо је за Војводину из Новог Сада, са којом је освојио куп. Добри наступи у клубу, као и у млађим категоријама, препоручили су га за место у репрезентацији Србије са којом је освојио бронзане медаље у Светској лиги и на Светском првенству 2010. године.
Каријеру је наставио у иностранству 2011. Играо је у Француској, а затим у Словенији за АЦХ Волеј, са којим је у сезони 2012/13. освојио титулу првака Словеније и МЕВЗА лиге. Наступао је у Ирану, за екипу Шахридар Урмија.

## Успеси

### Репрезентативни
- Бронзана медаља

Светско првенство
2010. Италија